# Filip Adamski
Filip Kamil Adamski (* 5. Januar 1983 in Breslau, Polen) ist ein ehemaliger deutscher Ruderer. Er wurde 2012 Olympiasieger mit dem Deutschland-Achter.

## Leben
Adamski kam mit 13 Jahren über eine Arbeitsgemeinschaft in der  Integrierten Gesamtschule Mannheim-Herzogenried zum Rudern beim Volkstümlichen Wassersportverein Mannheim. Er ruderte für die Mannheimer-Rudergesellschaft-Baden von 1880. Adamski war für sein Endspurttalent bei Gegnern und Mitruderern bekannt und gefürchtet.
Er gewann Medaillen bei mehreren Weltmeisterschaften (U23) und deutschen Meisterschaften. Bei den Ruder-Weltmeisterschaften 2006 in Eton gewann er im Vierer ohne Steuermann die Silbermedaille hinter den Titelverteidigern aus Großbritannien. Das Jahr 2007 verlief mit Krankheiten, die einen Anschluss an die Leistungen des Jahres 2006 verhinderten. Dennoch konnte sich das Team des Jahres 2006 für die Olympischen Spiele in Peking qualifizieren. Bei den Olympischen Spielen erkrankten Adamski und Toni Seifert und mussten nach dem Vorlauf ersetzt werden. Ein Jahr später gewannen beide mit dem Deutschland-Achter den Titel bei den Weltmeisterschaften 2009.
Im Frühjahr 2010 verlor der Mannheimer seinen Platz im Achter, gehörte aber weiter zum 16-köpfigen Trainingskader um das Boot. Bei den Weltmeisterschaften 2010 gewann Adamski mit dem Zweier mit Steuermann die Bronzemedaille. Im Jahr darauf gewann er mit dem Vierer ohne Steuermann den Gesamtweltcup. Im Frühjahr 2012 wurde Adamki wieder für den Deutschland-Achter nominiert. Bei den Olympischen Spielen in London 2012 gewann Adamski mit dem Deutschland-Achter die Goldmedaille.
Adamski studierte Wirtschaftswissenschaften.

## Internationale Erfolge
- 2005 2. Platz U-23-WM im Vierer ohne
- 2006 2. Platz WM im Vierer ohne
- 2007 9. Platz WM im Vierer ohne
- 2008 Teilnahme Olympische Spiele Peking im Vierer ohne
- 2009 1. Platz WM im Achter
- 2010 3. Platz WM im Zweier mit Steuermann
- 2011 5. Platz WM im Vierer ohne Steuermann, 1. Platz Gesamtweltcup
- 2012 Goldmedaille Olympische Spiele London im Achter[4]

## Auszeichnungen
- 2012: Silbernes Lorbeerblatt[5]